# Мирное житие
«Мирное житие» — рассказ Александра Куприна, опубликованный в 1904 году.

## История создания и публикации
Рассказ «Мирное житие» был опубликован в 1904 году в сборнике горьковского товарищества «Знание», втором его выпуске.
Горький желал опубликовать какое-либо произведение Куприна ещё в первом выпуске сборника «Знание», но тот не успел написать его в срок. Узнав, что готовится второй номер этого сборника, Куприн специально переехал из Москвы в Сергиев Посад (16 января 1904 года), где и написал «Мирное житие». Через две недели он отправил рассказ в «Знание», о чём отдельно сообщил его издателю Константину Пятницкому.
Куприн не вносил существенных изменений в последующие издания «Мирного жития», ограничиваясь лишь мелкими стилистическими исправлениями, а подсократив некоторые излишние детальные описания.

## Сюжет
Старый, вышедший на пенсию учитель, Иван Вианорыч Наседкин красивым и выверенным почерком пишет донос на штатного смотрителя Вырвинского четырёхклассного городского училища, обвиняя его в том, что он сожительствует с девицей, непристойность которой заключается в том, что она «в городе никому не известна, не посещает храмов божиих и точно глумясь над христианскими чувствами публики ходит по улице с папиросками и с короткими, как бы у дьяконами, волосами». Он делает перерыв, довольно оглядывая своё жилище и думая о своей благополучной старости, которую он обеспечил благодаря 35 годам безупречной преподавательской службы. Возвращаясь к доносу, он обвиняет и других сотрудников этого училища прежде всего в вольнодумстве, распространении теории эволюции и прочих деяний, на его взгляд развращающих учеников.
Закончив писать Наседкин, устав, хочет потянуться, но вспомнив, что в пост это делать грешно, не делает этого. Затем он открывает записную книжку, куда старательно записывает все сплетни и слухи, распространённые в его сонном городишке, и злорадно обещает добраться до каждого её фигуранта. Затем он принимается за новый донос, на этот раз сообщая жене об измене её мужа и личности его любовницы.
Затем Наседкин идёт в церковь на службу, там он видит даму, о печальной судьбе которой знает весь город. Она, бывшая родом из небогатой человеческой семьи, была выдана замуж за богатого промышленника Щербачева, бывшего лет на 40 старше её, и про которого поговаривали, что он свёл в могилу двоих своих жён. Несмотря на возраст он был чрезвычайно силён и любил кутить. Однажды, сказав, что отправляется в дальнюю поездку, неожиданно вернулся и застал супругу с молодым красавцем-приказчиком. Предположительно об их связи он узнал из анонимного письма. Приказчика Щербачев не тронул, а жену зверски избил. Наседкин про себя злорадствует над её судьбой и хвалит анонима, который если бы не написал Щербачеву, то его жена до сих пор бы придавалась утехам с любовниками, а не молитвам как сейчас.
Возвращаясь довольный домой, он едва не забывает отправить в почтовый ящик написанные доносы.

## Критика
«Мирное житие» получило достаточное количество отзывов от критиков, которые, среди прочего, отмечали сходство характеров главного героя рассказа и учителя Беликова из чеховского «Человека в футляре». Писатель и критик Владимир Короленко выделял характерный образ прирождённого доносчика. Критик Михаил Неведомский также обратил внимание на яркий образ старого Наседкина, называя его единственным примером благополучного человека во всём сборнике «Знания». Позднее в «Русском богатстве» вышла ещё одна рецензия, поводом для которой послужило переиздание «Мирного жития», автор которой похвалил Куприна за мастерство в изображении полного чувства собственного достоинства старого доносчика. Писатель Лев Толстой похвалил «Мирное житие» следующим образом:
Не помню уже, как называется у него вещица: старичок идёт в церковь, — какая это прелесть!
В. Н. Афанасьев в своём критико-биографическом очерке сравнивал Наседкина с опустившимся на самое дно убийцей, героем другого рассказа Куприна «С улицы», считая его более отвратительным и опасным, так как старый доносчик из «Мирного жития» имел репутацию внешне добропорядочного человека. Также при сравнении с Беликовым, он отмечал, что Наседкин в отличие от него, не испытывает страха, а наоборот терроризирует окружающих его.